# アンジェロ・テイラー
アンジェロ・テイラー（Angelo Taylor, 1978年12月29日 - ）は、アメリカ合衆国の陸上競技選手（短距離・障害）。400メートルハードルにおいて、2000年シドニーオリンピック、北京オリンピックの2大会で金メダルを獲得した。現在のコーチはロサンゼルスオリンピック（1984年）、銅メダリストのイノセント・エグブニケ。

## 経歴
1978年、ジョージア州アルバニー生まれ。ジョージア工科大学を卒業。
両親がアスリートだった影響もあり、陸上は高校に進学してから本格的に始める。高校2年の時にはジョージア州大会の300mハードル、三段跳、4×400mリレーで優勝を果たす。高校時代に全種目を経験し、最終的に選んだのが400mハードルだった。
1996年、全米ジュニア選手権の400mハードルを制して世界ジュニア選手権米国代表に選出されると、本番では50秒18の自己ベストで銅メダルを獲得した。
1998年6月、19歳で出場した全米選手権の400mハードルで47秒90をマークして2位に入る。もしも誕生が3日遅ければジュニア選手初の47秒台となるジュニア世界記録だった。
1999年、400mハードルで、弱冠20歳ながら世界陸上米国代表に選出されるが、本番の予選で3着まで予選通過という勘違いのため落選（実際は2着まで）。4×400mリレーでは3走を務め金メダル獲得に貢献。
2000年、400mハードルで全米選手権で優勝し、2000年シドニーオリンピックでも1レーンという不利な条件の中、47秒50の好タイムで優勝を果たす。
2001年、エドモントンで開催された世界陸上選手権にも400mハードルに出場するが、準決勝4着で敗退。リレーでは優勝する。
ただし、4×400mリレーに関してはメンバーのアントニオ・ペティグルーにドーピング使用が判明したため2008年8月に失格となり、1999年世界陸上と2001年世界陸上の金メダルが剥奪されている。
2002年、400mハードルが不調ということもあり400mに切り替え、全米選手権400mで2位に入る（後にアルビン・ハリソンのドーピング違反で1位に繰り上がった）。
2004年アテネオリンピックでは五輪2連覇を狙い400mハードルに出場するが前年の世界選手権に続き準決勝で敗退する。
高校時代からハードルや跳躍種目をやっていた影響もあり、レントゲン検査の結果両脚に多数の疲労骨折が見つかる。医者からはボルトを入れる手術を勧められるが、出術せずに直すことを選択した。しかし、小さい頃からの夢だったオリンピックの金メダル獲得を初出場で叶え、次の目標を探している時に怪我をして走れなくなってしまった精神的ダメージは大きかった。
2005年1月、未成年と性交渉をしたことで逮捕される。保釈金を支払って釈放されるが、3年間の保護観察処分を受けることになった。この事件の影響で大会への出場も禁止され、同年の全米選手権には出場できず、スポンサーだったスポーツメーカーからも契約を打ち切られた。
2006年、前年に誕生した双子の養育費などを稼ぐため、親戚のつてで電気工事作業員の職に就いた。朝4時起床で5時から午後3時くらいまで仕事をし、その後は練習場のジョージア工科大学に向かい、練習時間が来るまで車の中で仮眠するという生活を送った。この生活は2007年6月の全米選手権400mで優勝してスポンサーと再契約するまで続いた。なお、電気工事作業員時代には同僚に正体がばれて、色々なことを根掘り葉掘り聞かれて嫌な気分になることもあったという。
2007年、大阪で開催された世界陸上選手権では従来の繊細なイメージを覆す短髪、サングラスで登場し、フラットの400mに出場。
大会前に44秒05の好タイムをマークしていたため、優勝候補筆頭のジェレミー・ウォリナーとの一騎討ちが期待されたが、決勝では44秒32の3位に終わった。
2008年6月、全米選手権には400mと400mハードルの2種目にエントリーした。報道陣からは「400mハードルで代表を逃した時の保険」という声もあったが、本人は本気で両種目でのオリンピック代表入りを目指し、400mハードルで3位に入り代表を決めたにもかかわらず、その7分後に行われた400mにも出場した。しかし、さすがに疲れもあって250m付近で突然うずくまって棄権し、係員に抱きかかえられて400mハードルの表彰式に連れて行かれた。
2008年8月、北京オリンピックでは、400mハードルで8年振りに自己記録を更新する47秒25の好タイムで優勝。4×400mリレーも制し、この大会2冠に輝いた。
2009年の世界陸上選手権では400mハードルで予選敗退したが、4×400mリレーで金メダルを獲得した。
2011年の世界陸上選手権では400mハードルで7位、4×400mリレーで金メダルを獲得した。
2012年のオリンピックでは400mハードルで5位、4×400mリレーで銀メダルを獲得した。

## 自己ベスト
| 種目         | 記録                | 年月日        | 場所               | 備考 |
| 屋外         | 屋外                | 屋外          | 屋外               | 屋外 |
| ------------ | ------------------- | ------------- | ------------------ | ---- |
| 100m         | 10秒58 （+0.5 m/s） | 2008年4月19日 | アセンズ           |      |
| 200m         | 20秒23 （+0.6 m/s） | 2010年8月29日 | リエーティ         |      |
| 300m         | 32秒67              | 2002年8月27日 | リエージュ         |      |
| 400m         | 44秒05              | 2007年6月23日 | インディアナポリス |      |
| 400mハードル | 47秒25              | 2008年8月18日 | 北京               |      |
| 室内         |                     |               |                    |      |
| 400m         | 45秒50              | 1999年2月27日 | アトランタ         |      |

## 主な実績
| 年   | 大会                               | 場所                         | 種目         | 結果     | 記録         | 備考                           |
| ---- | ---------------------------------- | ---------------------------- | ------------ | -------- | ------------ | ------------------------------ |
| 1996 | 世界ジュニア陸上選手権             | シドニー（オーストラリア）   | 400mハードル | 3位      | 50秒18       | 自己ベスト                     |
| 1999 | 世界陸上選手権                     | セビリア（スペイン）         | 400mハードル | 予選     | 49秒58       | 7組3着                         |
| 1999 | 世界陸上選手権                     | セビリア（スペイン）         | 4x400mリレー | 1位 失格 | 2分56秒45 DQ | 3走 リレーメンバーのドーピング |
| 2000 | オリンピック                       | シドニー（オーストラリア）   | 400mハードル | 1位      | 47秒50       | 自己ベスト                     |
| 2000 | オリンピック                       | シドニー（オーストラリア）   | 4x400mリレー | 準決勝   | 2分58秒78    | 2走、1組1着（決勝進出）        |
| 2000 | IAAFグランプリファイナル           | ドーハ（カタール）           | 400mハードル | 1位      | 48秒14       |                                |
| 2001 | 世界陸上選手権                     | エドモントン（カナダ）       | 400mハードル | 準決勝   | 49秒23       | 1組4着                         |
| 2001 | 世界陸上選手権                     | エドモントン（カナダ）       | 4x400mリレー | 1位 失格 | 2分57秒54 DQ | 4走 リレーメンバーのドーピング |
| 2004 | オリンピック                       | アテネ（ギリシャ）           | 400mハードル | 準決勝   | 48秒72       | 1組4着                         |
| 2007 | 世界陸上選手権                     | 大阪（日本）                 | 400m         | 3位      | 44秒32       |                                |
| 2007 | 世界陸上選手権                     | 大阪（日本）                 | 4x400mリレー | 1位      | 2分55秒56    | 2走                            |
| 2007 | IAAFワールドアスレチックファイナル | シュトゥットガルト（ドイツ） | 400m         | 3位      | 44秒92       |                                |
| 2007 | IAAFワールドアスレチックファイナル | シュトゥットガルト（ドイツ） | 400mハードル | 5位      | 49秒27       |                                |
| 2008 | オリンピック                       | 北京（中国）                 | 400mハードル | 1位      | 47秒25       | 自己ベスト                     |
| 2008 | オリンピック                       | 北京（中国）                 | 4x400mリレー | 1位      | 2分55秒39    | 2走、大会記録                  |
| 2008 | IAAFワールドアスレチックファイナル | シュトゥットガルト（ドイツ） | 400m         | 4位      | 45秒37       |                                |
| 2009 | 世界陸上選手権                     | ベルリン（ドイツ）           | 400mハードル | 予選     | 49秒64       | 4組4着                         |
| 2009 | 世界陸上選手権                     | ベルリン（ドイツ）           | 4x400mリレー | 1位      | 2分57秒86    | 1走                            |
| 2009 | IAAFワールドアスレチックファイナル | テッサロニキ（ギリシャ）     | 400m         | 7位      | 46秒20       |                                |
| 2011 | 世界陸上選手権                     | 大邱（韓国）                 | 400mハードル | 7位      | 49秒31       |                                |
| 2011 | 世界陸上選手権                     | 大邱（韓国）                 | 4x400mリレー | 1位      | 2分59秒31    | 3走                            |
| 2012 | オリンピック                       | ロンドン（イギリス）         | 400mハードル | 5位      | 48秒25       |                                |
| 2012 | オリンピック                       | ロンドン（イギリス）         | 4x400mリレー | 2位      | 2分57秒05    | 4走                            |

## 参考
- スポットライト 男子400mH アンジェロ・テイラー、『月刊陸上競技』第43巻第7号、講談社、2009年6月号、46-49頁。